# Burket
Burket és una població dels Estats Units a l'estat d'Indiana. Segons el cens del 2000 tenia 195 habitants.

## Demografia
Segons el cens del 2000, Burket tenia 195 habitants, 76 habitatges, i 55 famílies. La densitat de població era de 1.075,6 habitants per km².
Dels 76 habitatges en un 31,6% hi vivien nens de menys de 18 anys, en un 53,9% hi vivien parelles casades, en un 13,2% dones solteres, i en un 27,6% no eren unitats familiars. En el 25% dels habitatges hi vivien persones soles l'11,8% de les quals corresponia a persones de 65 anys o més que vivien soles. El nombre mitjà de persones vivint en cada habitatge era de 2,57 i el nombre mitjà de persones que vivien en cada família era de 3,11.
Per edats la població es repartia de la següent manera: un 26,7% tenia menys de 18 anys, un 10,3% entre 18 i 24, un 29,2% entre 25 i 44, un 21,5% de 45 a 60 i un 12,3% 65 anys o més.
L'edat mediana era de 33 anys. Per cada 100 dones de 18 o més anys hi havia 93,2 homes.
La renda mediana per habitatge era de 27.500 $ i la renda mediana per família de 38.571 $. Els homes tenien una renda mediana de 28.250 $ mentre que les dones 19.583 $. La renda per capita de la població era de 13.098 $. Entorn del 4,3% de les famílies i l'11,6% de la població estaven per davall del llindar de pobresa.

## Poblacions més properes
El següent diagrama mostra les poblacions més properes.